# Милан Ст. Костић
Милан Ст. Костић (Свилајнац, 27. октобар 1885 — Оснабрик, 1. децембар 1963) био је инжињеријски бригадни генерал Југословенске краљевске војске.

## Војно образовање
Завршио 35. класу Ниже школе Краљевске српске војне академије.

## Унапређења
У чин питомца-поднаредника 1904, питомца-наредника 1905, инжењеријског потпоручника 27. августа, 1906, поручника 1910, капетана II класе 1912, капетана I класе 1915, мајора 1918, потпуковника 1923, пуковника 1930. и у чин инжињеријског бригадног генерала 6. септембра 1935. године.

## На војним дужностима
Млађи, потом старији водник у I инжињеријском батаљону у Нишу 1906 — 1912, командир I чете Инжињеријског полубатањона Тимочке дивизије II позива у саставу I, а потом III Српске армије 1912 — 1913, наставник у Инжињеријској подофицирској школи у Нишу 1913, командир и командант у инжињеријским установама и јединицама I, II и III Српске армије 1914 — 1918, официр у Штабу Осјечке дивизијске области у Осијеку 1919-1920, референт инжињерије у Команди Моравске дивизијске области у Нишу 1920-1923, Командант Инжињеријског батаљона III армијске области у Битољу 1923 — 1924, официр у Инжињеријском одељењу Команде III армијске области у Скопљу 1924 — 1926, официр у Инжињеријском одељењу Команде V армијске области у Нишу 1926 — 1927, командант инжињерије V армијске области у Нишу 1927-1930, командант II понтонирског пука у Карловцу 1930 — 1931 (1931. године премештен у Србију на изричит захтев сецесионистичких политичара из Хрватске, зато што је намеравао да оружјем брани касарну Југословенске Краљевске војске од напада наоружаних демонстраната у Карловцу), референт инжињерије Команде Дунавске дивизијске области у Београду 1931 — 1935, заступник команданта Понтонирске команде у Шапцу 1935, командант Понтонирске команде у Шапцу 1935 — 1941, изасланик Краља Петра II Карађорђевића за град и општину Шабац 1935 — 1941. (у име Петра II Карађорђевића открио је спомен-плочу поводом стогодишњице Шабачке гимназије 1935. године и свечано отворио фабрику „Зорка“ у Шапцу 1938. године), командант Инжињерије II групе армија 1941, у заробљеништву у Немачкој 1941 — 1945, ван активне службе 1945 — 1963. године.

## Учешће у ратовима
У Првом балканском рату, у саставу I српске армије, под командом принца Александра I Карађорђевића, учествао је у борбама за ослобођење Косова и Метохије и Јужне Србије од Турака. Учесник је Кумановске битке, 23. - 24. октобра 1912.
У Другом балканском рату, у саставу III српске армије, под командом генерала Божидара Јанковића, учествовао је у борбама за одбрану јужне Србије од Бугара. Учесник је Брегалничке битке, 30. јуна - 9. јула 1913.
У Првом светском рату, у саставу I српске армије, под командом војводе Петра Бојовића, учествао је у Церској бици, 12. - 24. августа 1914. и борбама за ослобођење Шапца у августу 1914. У саставу III Српске армије, под командом генерала Павла Јуришића Штурма, учествује у Колубарској бици, 16. новембра - 15. децембра 1914. и борбама за ослобођење Обреновца. Почетком 1915. године је у саставу стратешке резерве Врховне команде. У саставу јединица III Српске армије, под командом генерала Павла Јуришића Штурма, повлачи се долином Мораве, преко Косова и Метохије и Албаније у Грчку 1915-1916. У саставу II Српске армије, под командом војводе Степе Степановића, учествује у борбама на Солунском фронту 1916 — 1918. Учесник је битака на Кајмакчалану, Горничеву и Црној реци 1916. У саставу исте армије учествује у пробоју Солунског фронта 15. - 21. септембра 1918. и борбама за ослобођење Србије и формирање Краљевине Срба, Хрвата и Словенаца, од септембра до децембра 1918. године. У току Великог рата два пута је рањаван и два пута је прележао маларију.
У Априлском рату 1941. године је командант Инжињеријске бригаде II групе армија, под командом генерала Милутина Недића. Заробљен је 17. априла 1941. године, у околини Сарајева, од стране јединица немачке 16. моторизоване дивизије из састава 46. моторизованог корпуса II немачке армије, под командом фелдмаршала Максимилијана фон Вајхса. Остатак рата (1941–1945) провео је као ратни заробљеник бр. 2089, у офлазима у Хамелбургу и Оснабрику.

## Ван активне службе 1945—1963.
После Другог светског рата одбио је да се врати у комунистичку Југославију. Као емигрант и апатрид живео је, са још 40 високих официра Југословенске краљевске војске, у дворцу Фарлар, надомак Оснабрика у Савезној Републици Немачкој, под гостопримством власника дворца Кнеза Салма Хорстмара. Никада није био под истрагом, нити је осуђиван од стране комунистичких власти у Југославији, о чему постоји и службена белешка из 1963. године. Преминуо је 1963. године и сахрањен је на српском војничком гробљу у Оснабрику. Његови посмртни остаци премештени су 1984. године у специјалну крипту у православној цркви Светог Ђорђа у Оснабрику, у касету под редним бројем 3, где и данас почивају.

## Одликовања
За заслуге у миру и рату одликован је Орденом Југословенске Круне III степена, Орденом Белог орла са мачевима IV степена (два пута), Орденом Светог Саве IV степена, Сребрном и Златном медаљом за храброст (више пута), Сребрном и Златном медаљом „Обилић“ (више пута). Носилац је Споменице Српско-Турског рата 1912. године „Освећено Косово“, Споменице Српско-Бугарског рата 1913. године, Споменице Светског рата 1914 — 1918. године и Албанске споменице 1915. године.

## Породичне прилике
Син је Стевана Костића, трговца из Свилајнца, и Марице, рођене Божовић, сестричине генерала Јована Атанацковића, министра војног 1899 — 1900. и 1903. и учесника Мајског преврата 1903. године. Од 1911. године је ожењен Љубицом, ћерком Василија Жупањевца, среског начелника из Ниша и сестром свога класног друга коњичког бригадног генерала Милутина Жупањевца, команданта Коњичке бригаде Краљеве гарде. Деца: ћерке Бранислава, удата Николић (1912—1994) и Босиљка, удата Јуришић (1914 — 2007), и син Александар (1921-1974, питомац-наредник, I у рангу 62. класе Југословенске Краљевске војне академије). Последња адреса генерала Костића у отаџбини била је у Масариковој улици бр.41 у Шапцу. Српски теолог и историчар Никола Гиљен (*1971) праунук је генерала Милана Ст. Костића.